# Patrick Habirora
Patrick Habirora, né le 26 mars 2001 à Namur (Belgique), est un pratiquant belge d'arts martiaux mixtes (MMA).
Champion d'Europe juniors en -77 kg, médaillé de bronze aux Mondiaux juniors à Abu Dhabi et médaillé d'argent aux Championnats d'Europe de MMA amateur, il évoluait jusqu'en 2023 dans la division des poids welters de l'IMMAF. En MMA amateur, il totalise 27 combats pour 21 victoires et 6 défaites. Depuis son passage en professionnel en 2024, il totalise 7 combats pour 7 victoires, dont l'une remarquée au Professional Fighters League (PFL) de Paris, devant un public de 20 000 personnes.

## Biographie

### Parcours amateur
Patrick Habirora est originaire de Belgrade, à Namur. Polyvalent, il est sacré champion d'Europe juniors en -77 kg et médaillé de bronze aux Mondiaux juniors à Abou Dhabi, aux Émirats arabes unis.
En 2022, il se fait remarquer aux championnats d’Europe amateurs grâce à une série de 4 victoires par KO, en remportant notamment son premier combat en neuf secondes seulement. Il est par la suite médaillé d'argent de cette même compétition.
Le 11 mars 2023, il remporte la ceinture de champion Level Fight League (LFL) à Amsterdam lors d'une victoire par décision unanime face au Néerlandais Bandai Lumassa. En septembre 2023, il devient le premier combattant belge d'arts martiaux mixtes (MMA) à être sponsorisé par la marque française Venum, référence dans le domaine des sports de combat et partenaire officiel de l'Ultimate Fighting Championship (UFC). Le 14 octobre 2023, Patrick Habirora remporte la ceinture des -84kg à l'AEF Championship 4, qui se déroule à Rennes, face au Français Brunel Badikadila. Son combat est remporté par soumission en moins d'une minute. Le 25 novembre 2023, il remporte le titre de Champion du monde aux mondiaux amateurs IMMAF et annonce par la même occasion son passage en professionnel,.

### Parcours professionnel

#### ARES Fighting Championship et AEF Championship (2024)
Le 13 janvier 2024, Patrick Habirora remporte son premier combat en professionnel lors de la première reprise par KO technique face au Serbe Ognjen Zivanovic, mis au sol par une droite du combattant belge,. En sortant de ce combat, Patrick Habirora apprend la tenue en mars 2024 d'un duel organisé par le Professional Fighters League (PFL) opposant Cédric Doumbè contre Baïssangour Chamsoudinov à l'Accor Arena de Paris. Il mobilise alors son public sur les réseaux sociaux pour se retrouver sur la carte de l'évènement, ce qui arrivera quelques jours plus tard,. Le 7 mars 2024, face à un public de 20 000 personnes, il remporte son second combat en professionnel face à l'Italien Claudio Pacella par décision unanime,,.
Le 17 mai 2024, lors de l'AEF Championship 6 qui se déroule au Roazhon Park, il remporte son combat par KO technique lors de la première reprise contre le Colombien Giovanny Giraldo,,. C'est la première fois qu'un évènement d'arts martiaux mixtes (MMA) se déroulait dans un stade de football en France,. Son prochain combat, contre le Gallois Alex Aston qu’il avait battu lors des championnats d’Europe amateurs, aura lieu le 14 juin 2024 à l'Adidas Arena dans le cadre l’ARES Fighting Championship (ARES FC). Le 14 juin 2024, il affronte pour la deuxième fois, depuis les championnats d'Europe IMMAF de 2022, le Gallois Alex Aston et remporte une nouvelle fois le combat par KO technique lors de la première reprise,.

#### Professional Fighters League (2024-)
Le 26 novembre 2024, Patrick Habirora s'engage avec la Professional Fighters League (PFL).
Le 14 décembre 2024, il affronte le Suisse Catalin Safta à Lyon, en France, et remporte le combat par KO lors de la troisième reprise,,. Le combattant belge s'impose sur un contre, couchant son adversaire d'un seul coup, avant que l'arbitre n'arrête le combat.
Le 7 février 2025, il affronte l'Ukrainien Dima Glevka à Metz, en France, et remporte le combat par KO technique lors de la première reprise,,. Le 5 juillet 2025, il affronte l'Anglais Danny Roberts à Bruxelles, en Belgique, et remporte le combat par KO technique lors de la première reprise suite à un coup de pied envoyé à la tête de son adversaire,,.

## Style de combat
Patrick Habirora est un spécialiste de jiu-jitsu brésilien.

## Palmarès en arts martiaux mixtes professionnel
| 7 combats      | 7 victoires | 0 défaites |
| Par KO         | 6           | 0          |
| Par soumission | 0           | 0          |
| Sur décision   | 1           | 0          |

| Résultat | Record | Adversaire       | Méthode                       | Événement     | Date             | Round | Temps | Lieu                | Notes                   |
| -------- | ------ | ---------------- | ----------------------------- | ------------- | ---------------- | ----- | ----- | ------------------- | ----------------------- |
| Victoire | 7-0    | Danny Roberts    | TKO (coup de pied à la tête)  | PFL Bruxelles | 5 juillet 2025   | 1     | 4:32  | Bruxelles, Belgique |                         |
| Victoire | 6-0    | Dima Glevka      | TKO (genou et coups de poing) | FAF Metz      | 7 février 2025   | 1     | 3:00  | Metz, France        |                         |
| Victoire | 5-0    | Catalin Safta    | KO (coup de poing)            | PFL Lyon      | 14 décembre 2024 | 3     | 2:16  | Lyon, France        |                         |
| Victoire | 4-0    | Alex Aston       | TKO (coups de poing)          | ARES 22       | 14 juin 2024     | 1     | 1:39  | Paris, France       |                         |
| Victoire | 3-0    | Giovanny Giraldo | TKO (coups de poing)          | AEF 6         | 17 mai 2024      | 1     | 1:33  | Rennes, France      |                         |
| Victoire | 2-0    | Claudio Pacella  | Décision unanime              | PFL Europe 1  | 7 mars 2024      | 3     | 5:00  | Paris, France       | Retour en poids légers. |
| Victoire | 1-0    | Ognjen Zivanovic | TKO (coups de poing)          | AEF 5         | 13 janvier 2024  | 1     | NC    | Rennes, France      |                         |

## Palmarès en arts martiaux mixtes amateur
| 33 combats     | 27 victoires | 6 défaites |
| Par KO         | 10           | 1          |
| Par soumission | 9            | 3          |
| Sur décision   | 8            | 2          |

| Résultat | Record | Adversaire              | Méthode                           | Événement                             | Date              | Round | Temps | Lieu                           | Notes                                                                                        |
| -------- | ------ | ----------------------- | --------------------------------- | ------------------------------------- | ----------------- | ----- | ----- | ------------------------------ | -------------------------------------------------------------------------------------------- |
| Victoire | 27-6   | Jovidon Mahmudov        | TKO (coups de poing)              | 2023 IMMAF World Championships        | 25 novembre 2023  | 3     | 0:32  | Tirana, Albanie                | Devient champion du monde IMMAF.                                                             |
| Victoire | 26-6   | Sarabeki Sirojiddin     | Décision partagée                 | 2023 IMMAF World Championships        | 23 novembre 2023  | 3     | 3:00  | Tirana, Albanie                |                                                                                              |
| Victoire | 25-6   | Sebastian Palacio Gomez | KO (coup de poing)                | 2023 IMMAF World Championships        | 22 novembre 2023  | 2     | 1:06  | Tirana, Albanie                |                                                                                              |
| Victoire | 24-6   | Omar Tugarev            | Décision unanime                  | 2023 IMMAF World Championships        | 21 novembre 2023  | 3     | 3:00  | Tirana, Albanie                |                                                                                              |
| Victoire | 23-6   | Luca Mele               | Soumission (guillotine)           | 2023 IMMAF World Championships        | 20 novembre 2023  | 1     | 0:51  | Tirana, Albanie                | Retour en poids mi-moyens.                                                                   |
| Victoire | 22-6   | Brunel Badikadila       | Soumission (guillotine)           | AEF 4                                 | 14 octobre 2023   | 1     | NC    | Rennes, France                 | Retour en poids moyens. Remporte la ceinture amateure intérimaire des poids moyens de l'AEF. |
| Victoire | 21-6   | Abed Dekkara            | TKO (coups de poing)              | AEF 3                                 | 1er juin 2023     | 1     | 2:35  | Rennes, France                 | Remporte la ceinture vacante amateure des poids mi-moyens de l'AEF.                          |
| Victoire | 20-6   | Bandai Lumassa          | Décision unanime                  | Levels Fight League                   | 11 mars 2023      | 3     | 3:00  | Amsterdam, Pays-Bas            |                                                                                              |
| Défaite  | 19-6   | Doszhan Kenzhebaev      | Décision unanime                  | 2022 IMMAF World Championships        | 14 février 2023   | 3     | 3:00  | Belgrade, Serbie               |                                                                                              |
| Victoire | 19-5   | Musokhon Ziyadinov      | Décision unanime                  | 2022 IMMAF World Championships        | 13 février 2023   | 3     | 3:00  | Belgrade, Serbie               |                                                                                              |
| Victoire | 18-5   | Karim Ksouri            | TKO (coups de poing)              | 2022 IMMAF World Championships        | 12 février 2023   | 1     | 1:35  | Belgrade, Serbie               |                                                                                              |
| Victoire | 17-5   | Manuel Del Valle        | Soumission (guillotine)           | Evolve 1                              | 18 novembre 2022  | 1     | 0:28  | Waterloo, Belgique             | Remporte la ceinture vacante amateure des poids mi-moyens BMMAF.                             |
| Défaite  | 16-5   | Ioan Harris             | Soumission (Von Flue Choke)       | 2022 IMMAF European Championships     | 1er octobre 2022  | 2     | 1:42  | Lignano, Italie                | Devient vice-champion d'Europe IMMAF.                                                        |
| Victoire | 16-4   | Alex Aston              | TKO (coups de poing)              | 2022 IMMAF European Championships     | 30 septembre 2022 | 1     | 2:57  | Lignano, Italie                |                                                                                              |
| Victoire | 15-4   | Alan Surmont            | TKO (coups de poing)              | 2022 IMMAF European Championships     | 29 septembre 2022 | 3     | 1:32  | Lignano, Italie                |                                                                                              |
| Victoire | 14-4   | Arturo Aedillo          | TKO (coups de poing)              | 2022 IMMAF European Championships     | 28 septembre 2022 | 1     | 1:15  | Lignano, Italie                |                                                                                              |
| Victoire | 13-4   | Václav Žemla            | TKO (coups de poing)              | 2022 IMMAF European Championships     | 27 septembre 2022 | 1     | 0:09  | Lignano, Italie                |                                                                                              |
| Victoire | 12-4   | Selam Khutsaev          | Soumission (étranglement arrière) | Hard Fighting Championship 36         | 9 juillet 2022    | 2     | 3:10  | Bâle, Suisse                   |                                                                                              |
| Défaite  | 11-4   | Alvi Dasuyev            | Décision unanime                  | Versus MMA 7                          | 4 juin 2022       | 5     | 3:00  | Eindhoven, Pays-Bas            | Pour le titre des poids mi-moyens du Versus MMA.                                             |
| Victoire | 11-3   | Nicolas Nirde           | Soumission (étranglement arrière) | BMMAF Fight Night                     | 21 mai 2022       | 1     | 2:27  | Wavre, Belgique                |                                                                                              |
| Victoire | 10-3   | Soufiane Ibrahimi       | Soumission (guillotine)           | Levels Fight League 4                 | 13 mars 2022      | 1     | 1:00  | Amsterdam, Pays-Bas            | Retour en poids mi-moyens.                                                                   |
| Défaite  | 9-3    | Diego Torres Rangel     | Soumission (clé de bras)          | 2021 IMMAF Junior World Championships | 25 janvier 2022   | 1     | 1:05  | Abou Dabi, Émirats arabes unis | Retour en poids moyens.                                                                      |
| Victoire | 9-2    | David Casal Moldes      | Décision unanime                  | Versus MMA 1                          | 31 juillet 2021   | 3     | 3:00  | Eindhoven, Pays-Bas            |                                                                                              |
| Victoire | 8-2    | Abderrahman Kamili      | Soumission (bras-tête)            | Levels Fight League 1                 | 30 mai 2021       | 1     | 0:54  | Amsterdam, Pays-Bas            | Retour en poids mi-moyens.                                                                   |
| Victoire | 7-2    | Oli Hooley              | Décision unanime                  | Lion Fighting Championships 17        | 29 février 2020   | 3     | 3:00  | Chatham, Angleterre            | Catchweight à 170lbs (77,1kg).                                                               |
| Victoire | 6-2    | Mohamed Chairi          | TKO (coups de poing)              | Gala Volpe Event                      | 2 novembre 2019   | 2     | NC    | Bruxelles, Belgique            | Début en poids moyens.                                                                       |
| Défaite  | 5-2    | Adam Darby              | TKO (coups de poing)              | 2019 IMMAF European Championships     | 19 juin 2019      | 3     | 1:46  | Rome, Italie                   |                                                                                              |
| Victoire | 5-1    | Esteban Rallo Buil      | Décision unanime                  | Amateur MMA Event BMMAF               | 30 mars 2019      | 3     | 3:00  | Manage, Belgique               | Début en poids mi-moyens.                                                                    |
| Défaite  | 4-1    | José Vieira Teixeira    | Soumission (guillotine)           | Cage Warriors Academy Brussels 1      | 2 février 2019    | 2     | NC    | Bruxelles, Belgique            | Catchweight à 159lbs (70kg).                                                                 |
| Victoire | 4-0    | Malik Vitayev           | Décision                          | Gala Volpe Event                      | 10 novembre 2018  | 3     | 3:00  | Bruxelles, Belgique            | [ 39 ]                                                                                       |
| Victoire | 3-0    | Lorenco Snalla          | Soumission (guillotine)           | Fighters Against Cancer 2018          | 8 septembre 2018  | 2     | NC    | Landen, Belgique               | [ 40 ]                                                                                       |
| Victoire | 2-0    | Samy Heuille            | Soumission (clé de bras)          | Belgian Open Amateur MMA              | 5 mai 2018        | 2     | NC    | Charleroi, Belgique            | [ 41 ]                                                                                       |
| Victoire | 1-0    | Slimen Hassaini         | TKO (blessure)                    | Belgian Open Amateur MMA              | 24 février 2018   | 1     | NC    | Charleroi, Belgique            | Début en poids légers.                                                                       |